# 翟志超
翟志超（？—17世紀），字以大，黃州府蘄州廣濟縣人，明朝軍事人物。

## 生平
翟志超最初是諸生，多次不中舉轉為武生，於天啟四年（1624年）中武舉人，次年（1625年）成武進士，獲授會川鹽井守備。任內他為追奪餉銀，獨自闖入苗族人聚居處，讓土官普助擒拿罪犯斬殺；上級呈報此事後，他陞為南京提督操江，兼任參將，後事不詳。

## 引用
1. 1 2  同治《廣濟縣志·卷七·人物志》：翟志超，字以大，邑諸生不中就。以武試連中任四川會鹽守備，苗賊刦掠餉銀，志超單騎入苗洞，讓土官普助執渠斬之，追出餉銀。上官上其事，轉南操江兼參將事。 同上（丁未縣志）
2. ↑  同治《廣濟縣志·卷六·選舉志》：（天啟）甲子（舉人） 翟志超……乙丑（進士） 翟志超 有傳